# ژنراتور القایی
ژنراتور القایی یا ژنراتور آسنکرون نوعی ژنراتور الکتریکی جریان متناوب است که می‌توان با بکارگیری اصول موتورهای القایی از آن در تولید برق نیز استفاده کرد. یک موتور القایی معمولی نیز بدون نیاز به هیچ‌گونه اصلاحات یا تغییراتی در ساختمان داخلی آن می‌تواند به یک ژنراتور القایی تبدیل شود؛ برای این عمل نیاز است تا یک گرداننده خارجی به صورت مکانیکی روتور موتور القایی را با سرعتی بیش از سرعت سنکرون به حرکت درآورد که در این حالت لغزش ماشین منفی شده و موتورالقایی به عنوان یک ژنراتور عمل می‌کند. ژنراتورهای القایی به این دلیل که تقریباً به هیچ تنظیمی نیاز نداشته و کنترل نسبتاً ساده‌ای دارند، به‌طور معمول در نیروگاه‌های بادی، نیروگاه‌های آبی کوچک یا سیستم‌های بازیابی گرما و کاهش فشار گاز بالا به فشار پایین به کار گرفته می‌شوند. ژنراتورهای القایی برای تأمین توان باید همواره به یک سیستم قدرت متصل باشند و این توانایی را ندارند تا به‌صورت بلک استارت در یک سیستم فاقد توان (قطع شده) راه‌اندازی شده و شبکه را برق‌دار کنند.

## مبانی عملکرد
ژنراتورها و موتورهای القایی در حالتی که روتور آن‌ها با سرعتی بیش از سرعت سنکرون چرخانده شوند، انرژی الکتریکی تولید می‌کنند. برای نمونه سرعت سنکرون برای موتور چهار قطبی مشابه‌ای که در شبکه‌های برق ۶۰ و ۵۰ هرتز کار می‌کند به ترتیب ۱۸۰۰ و ۱۵۰۰ دور بر دقیقه‌است.
در حالت عادی کارکرد موتوری، سرعت چرخش میدان مغناطیسی استاتور بیشتر از سرعت چرخش روتور است که همین حرکت نسبی سبب می‌شود میدان مغناطیسی استاتور در روتور ولتاژ القاء نماید که باعث به وجود آمدن جریان (القایی) در مدار روتور می‌شود که این جریان به نوبه خود سبب به وجود آمدن شار یا میدان مغناطیسی در روتور شده که جهت آن مخالف میدان مغناطیسی استاتور است. به این ترتیب همواره روتور پشت سر استاتور کشیده می‌شود و باعث به وجود آمدن یک حرکت نسبی بین روتور و میدان مغناطیسی استاتور می‌شود که مقدار آن برابر لغزش موتور است.
در حالت ژنراتوری، گرداننده اولیه روتور را با سرعتی بیش از سرعت سنکرون به حرکت درمی‌آورد. میدان مغناطیسی دوار استاتور سبب به وجود آمدن میدانی مغناطیسی در روتور می‌شود اما این میدان که در جهت مخالف میدان استاتور قرار دارد از سیم‌پیچ‌های گذشته و سبب به وجود آمدن جریان در آن‌ها می‌شود و باعث ارسال توان به سیستم قدرت می‌شود.

## تحریک

مدار معادل یک ژنراتور القایی

توجه داشته باشید که ژنراتور القایی هنوز هم به یک منبع جریان تحریک برای ایجاد شار مغناطیسی در استاتور که باعث القای جریان در روتور آن می‌گردد، نیاز دارد.
به‌طور کلی ژنوراتورهای القایی خود تحریک نیستند و این بدین معناست که ژنراتورهای القایی برای تولید شار مغناطیسی دوار حداقل در بدو راه‌اندازی به یک منبع الکتریکی نیازمند هستند (هرچند در عمل ژنراتورهای القایی اغلب به دلیل وجود مغناطیس پسماند (شار پسماند) بدون نیاز به منبع خارجی شروع به کار می‌کنند). منبع تغذیه می‌تواند از شبکه برق (قدرت) یا پس از آغاز تولید توان توسط ژنراتور، توسط خود آن تأمین شود. شار مغناطیسی دوار استاتور باعث القای جریان در روتور می‌گردد که این جریان به نوبه خود سبب تولید یک میدان مغناطیسی می‌شود. اگر روتور با سرعتی کمتر از میدان دوار به چرخش درآید، ماشین القایی همانند یک موتور عمل می‌کند. اما اگر با سرعتی بیشتر به گردش درآید مانند یک ژنراتور عمل کرده و توان تولید می‌نماید.

## توان اکتیو
توان اکتیو تحویل داده‌شده به خط (شبکه) با لغزش بالاتر از سرعت سنکرون متناسب است. توان نامی ژنراتور در مقادیر بسیار کوچک لغزش حاصل می‌شود (در حالت موتوری، ۳٪). هرچه گشتاور واردشده به محور بزرگتر باشد (تا یک مقدار خاص) توان خروجی نیز بزرگتر خواهد بود. در سرعت سنکرون ۱۸۰۰ دوربردقیقه، ژنراتور هیچ توانی تولید نخواهد کرد. هنگامی که سرعت گردش روتور به ۱۸۶۰ دوربردقیقه افزایش یابد، توان خروجی ژنراتور به مقدار نامی خود خواهد رسید. اگر گرداننده اولیه ژنراتور قادر به تأمین توان کافی برای گرداندن کامل آن نباشد، سرعت چرخش ژنراتور در محدودای بین ۱۸۰۰ تا ۱۸۶۰ دوربردقیقه باقی خواهد ماند.

## نیاز به بانک خازنی
وقتی که ژنراتور در حالت واحد یا مستقل (جدا از شبکه یا ژنراتور دیگر) مورد بهره‌برداری قرار گیرد، یک بانک خازنی باید توان راکتیو مورد نیاز ماشین الکتریکی را تأمین کند. این توان راکتیو باید مساوی یا بزرگتر از توانی باشد که در شرایط عادی توسط ماشین الکتریکی در حالت کار موتوری از شبکه کشیده می‌شود. خازن باعث افزایش ولتاژ ترمینال ژنراتور می‌شود، اما اشباع هسته این افزایش را محدود می‌سازد.

## اتصال به شبکه یا منفرد
در ژنراتور القایی، در حالت کار منفرد یا واحد توان راکتیو مورد نیاز برای برقراری شار مغناطیسی در فاصله هوایی توسط بانک خازنی متصل به ماشین الکتریکی تأمین می‌شود، اما در حالتی که ژنراتور به شبکه متصل باشد، توان راکتیو مورد نیاز برای حفظ شار مغناطیسی در فاصله هوایی از شبکه کشیده می‌شود. در زمان اتصال ژنراتور به شبکه سراسری یا همان شین بی‌نهایت، به دلیل این که ماشین در مقایسه با کل سیستم بسیار کوچک است، ولتاژ و فرکانس آن مستقل نبوده و صرفاً توسط شبکه اعمال می‌شود. اما در حالت بهره‌برداری واحد از ژنراتور، ولتاژ و فرکانس تابعی پیچیده از پارامترهای ماشین الکتریکی، ظرفیت خازنی مورد استفاده برای تحریک و میزان و نوع بار اعمالی به آن می‌باشد.

## موارد استفاده از ژنراتور القایی
ژنراتورهای القایی به دلیل قابلیت تولید توان خود در سرعت‌های متغیر (روتور) اغلب در توربین‌های بادی و نیروگاه‌های برق‌آبی کوچک مورد استفاده قرار می‌گیرند. ساختار مکانیکی و الکتریکی ژنراتورهای القایی، بسیار ساده‌تر از دیگر انواع ژنراتورهاست و همچنین به جاروبک و کموتاتور نیز نیازی ندارند.
ژنراتورهای القایی به ویژه برای تولید توان در سایت‌های بادی مناسب هستند، چون در این حالت، همیشه سرعت یک عامل متغیر است و ژنراتور به دلیل مشخصات خاص تولید توان خود می‌تواند به آسانی به یک گیربکس متصل شود.

## مثالی کاربردی
قرار است از یک موتور القایی ۳ فاز، ۱۰ اسب‌بخار، ۱۷۶۰ دوربردقیقه، ۴۴۰ ولت به عنوان یک ژنراتور آسنکرون استفاده کنیم. جریان بار کامل موتور در ضریب قدرت ۰٫۸ پس‌فاز ۱۰ آمپر است.
ظرفیت خازنی مورد نیاز برای هر فاز در حالت اتصال دلتای (مثلث) خازن‌ها:
توان ظاهری S = √۳ E I = ۱٫۷۳ * ۴۴۰ * ۱۰ = ۷۶۱۲ VA
توان اکتیو P = S cos θ = ۷۶۱۲ * ۰٫۸ = ۶۰۹۰ W
توان راکتیو Q = √{S²-P²} = ۴۵۶۷ VAR
برای این که ماشین الکتریکی به عنوان یک ژنراتور آسنکرون کار کند، بانک خازنی باید حداقل ۱۵۲۳ وار = ۳ فاز / ۴۵۶۷ به ازای هر فاز تحویل دهد. ولتاژ دو سر خازن‌ها به دلیل آرایش دلتای آن‌ها ۴۴۰ ولت است.
جریان خازن Ic = Q/E = ۱۵۲۳/۴۴۰ = ۳٫۴۶ A
راکتانس خازنی در هر فاز Xc = E/I = ۱۲۷ Ω
حداقل ظرفیت خازنی در هر فاز:
C = ۱ / (۲*π*f*Xc) = ۱ / (۲ * ۳٫۱۴۱ * ۶۰ * ۱۲۷) = ۲۱μF
اگر بار نیز توان راکتیو جذب کند، ظرفیت بانک خازنی باید به اندازه‌ای افزایش یابد تا این افزایش توان را جبران کند.
سرعت گرداننده اولیه باید به گونه‌ای تنظیم شود تا فرکانس ژنراتور ۶۰ هرتز باشد.
به‌طور معمول، لغزش باید مشابه حالت بار کامل موتوری ماشین الکتریکی باشد، اما در حالت عملکرد ژنراتور مقدار لغزش منفی است:
لغزش Slip = ۱۸۰۰–۱۷۶۰ = ۴۰ rpm
سرعت گرداننده اولیه N = ۱۸۰۰ +40  = ۱۸۴۰دوربردقیقه